# Steenbrugge

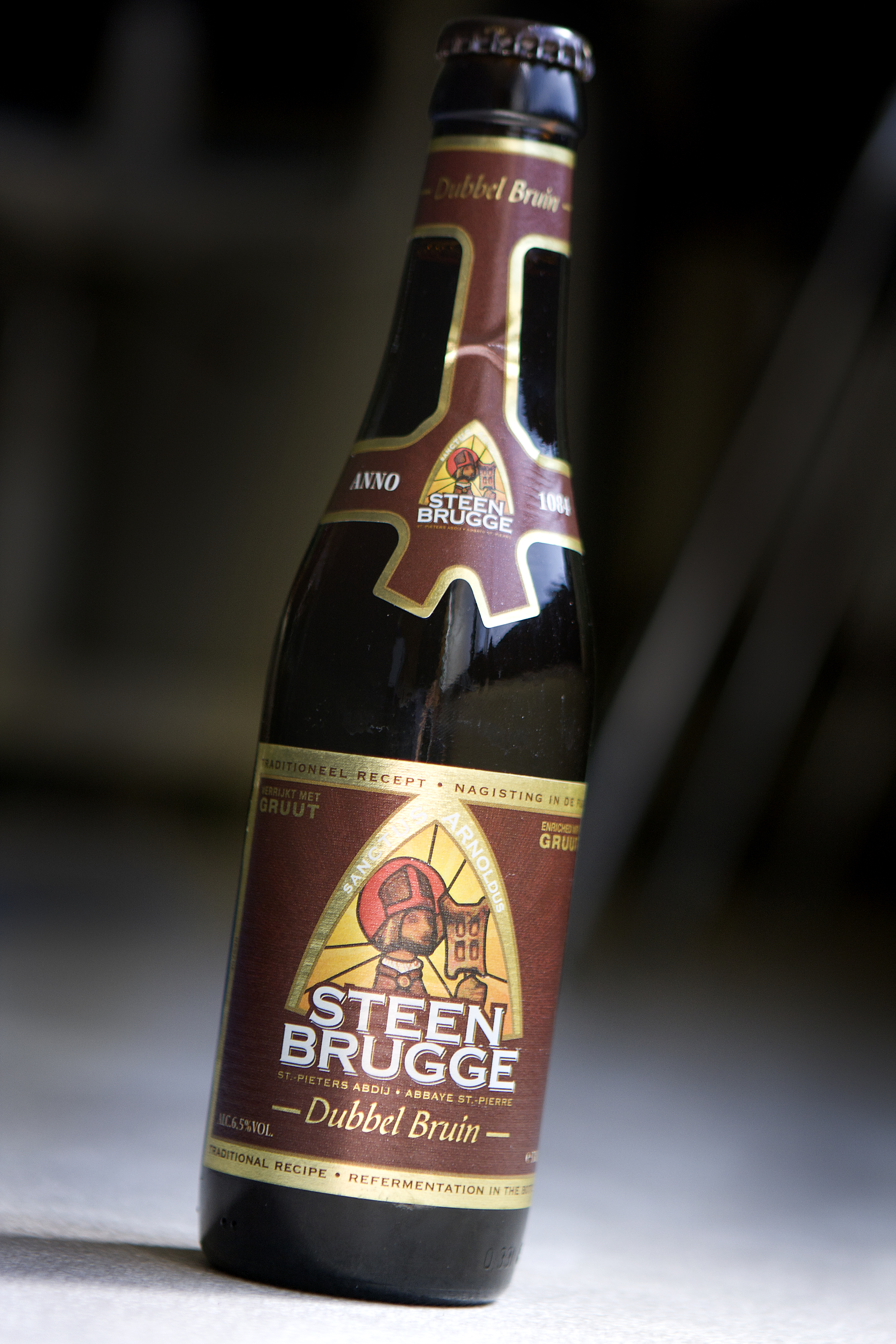
Steenbrugge Dubbel Bruin

Steenbrugge ist eine belgische Biermarke. Das traditionell hergestellte Steenbrugge ist ein obergäriges Abteibier. Dieses ursprünglich in eigener Produktion hergestellte Bier diente als Tafelbier der Benediktinermönche der St.-Peters-Abtei von Steenbrugge, welche heute zum Stadtgebiet von Brügge gehört. Neben dem ursprünglichen Steenbrugge Dubbel Bruin stehen heute Steenbrugge Tripel, Steenbrugge Blond, Steenbrugge Wit und Steenbrugge Abdij Bock als weitere Varianten zur Verfügung. Für den charakteristischen Geschmack ist eine traditionelle Kräutermischung, das Grut, verantwortlich.
Das Etikett der Steenbrugge-Biere zeigt das Bildnis des Heiligen Arnulf von Soissons, dem Patron der Brauer und Gründer der St.-Peters-Abtei von Oudenburg und Steenbrugge. Die Marke Steenbrugge gehört seit 2003 zur belgischen Brauerei Palm Breweries. Die Produktion befindet sich seit 2004 in Steenhuffel.